# Bob Cleary
Robert Barry „Bob“ Cleary (* 21. April 1936 in Cambridge, Massachusetts; † 16. September 2015 auf Cape Cod, Massachusetts) war ein US-amerikanischer Eishockeyspieler. Bei den Olympischen Winterspielen 1960 gewann er als Mitglied der US-amerikanischen Nationalmannschaft die Goldmedaille. Sein Bruder Bill Cleary wurde ebenfalls 1960 Olympiasieger im Eishockey.

## Karriere
Bob Cleary begann seine Karriere als Eishockeyspieler an der Harvard University, die er von 1955 bis 1958 besuchte, während er parallel für deren Eishockeymannschaft in der National Collegiate Athletic Association aktiv war. Anschließend verbrachte er zwei Jahre beim Team USA in dessen Olympiavorbereitung, ehe er seine Karriere beendete. Im Jahr 1981 wurde er in die United States Hockey Hall of Fame aufgenommen.
Nach seinem Karriereende als Eishockeyspieler stieg Cleary in das Versicherungsgeschäft ein und gründete später eine eigene Firma.

### International
Für die USA nahm Cleary an den Olympischen Winterspielen 1960 in Squaw Valley teil, bei denen er mit seiner Mannschaft die Goldmedaille gewann.

## Erfolge und Auszeichnungen
- 1960 Goldmedaille bei den Olympischen Winterspielen
- 1981 United States Hockey Hall of Fame